# FlatOut (seria)
FlatOut – seria komputerowych gier wyścigowych autorstwa fińskiego studia Bugbear Entertainment.

## Gry z serii
- 2004 – FlatOut (PlayStation 2, Windows, Xbox, Wii)
- 2006 – FlatOut 2 (macOS, PlayStation 2, Windows, Xbox)
- 2007 – FlatOut: Apokalipsa (Windows, Xbox 360)
- 2007 – FlatOut: Head On (PlayStation Portable)
- 2011 – FlatOut 3: Chaos & Destruction (Windows)
- 2017 – FlatOut 4: Total Insanity  (Windows, PlayStation 4, Xbox One)[1]